# Santa Lucía (Intibucá)
Santa Lucía è un comune dell'Honduras facente parte del dipartimento di Intibucá.
Il comune è stato istituito nel 1844.